# Marolles-les-Braults
Pour les articles homonymes, voir Marolles.
Marolles-les-Braults est une commune française, située dans le département de la Sarthe en région Pays de la Loire, peuplée de 2 038 habitants.
Le 1er janvier 2019, elle devient une commune nouvelle en absorbant Dissé-sous-Ballon.
La commune fait partie de la province historique du Maine, et se situe dans le Saosnois.

## Géographie

### Localisation
Plaine calcaire parcourue par de petites rivières, notamment la Malherbe, la Dive, l'Orne saosnoise.
| Courgains | Monhoudou            | Avesnes-en-Saosnois |
| Dangeul   | Marolles-les-Braults | Peray               |
|           | Saint-Aignan         | Saint-Aignan        |

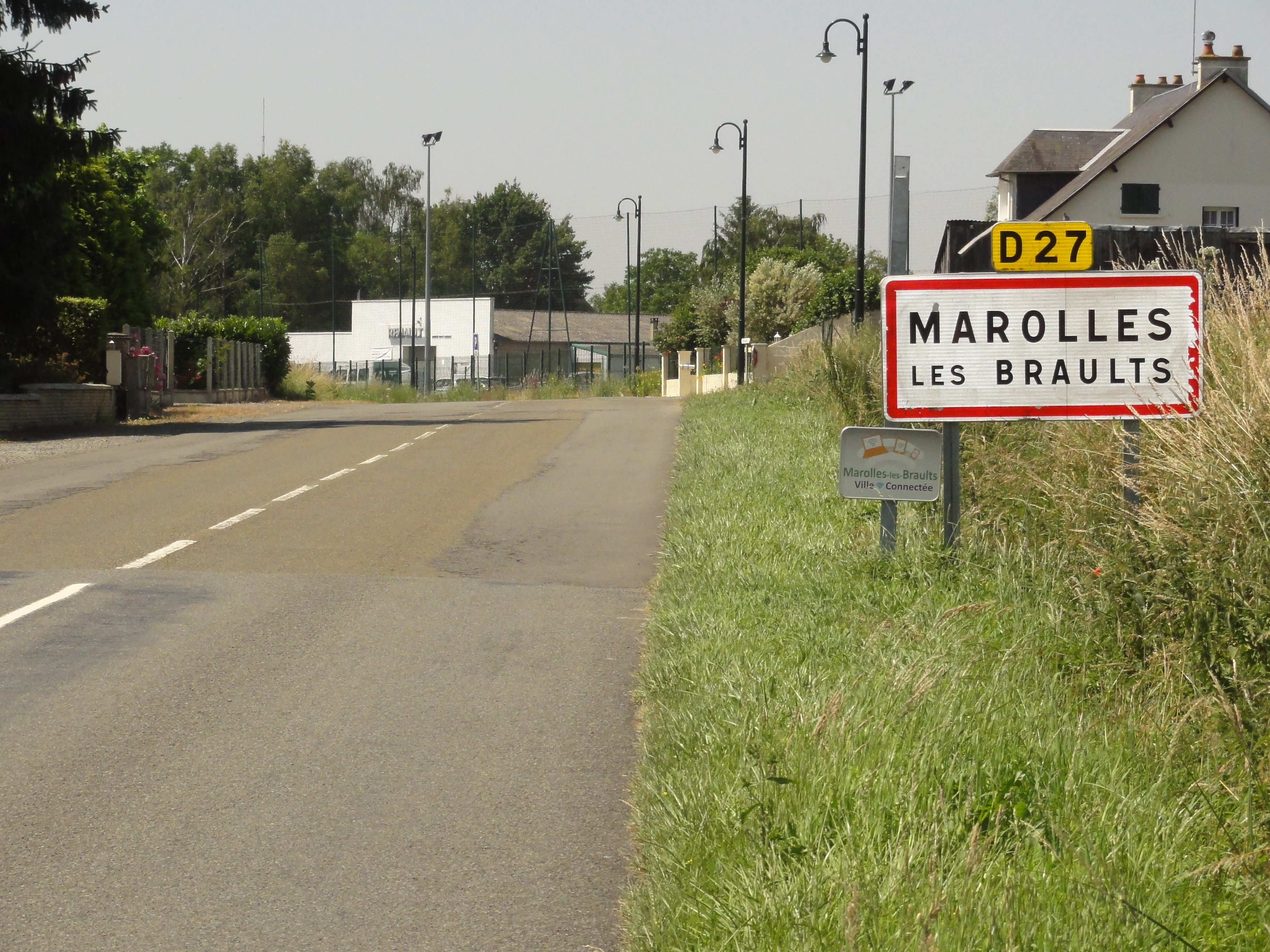
Entrée de Marolles-les-Braults.
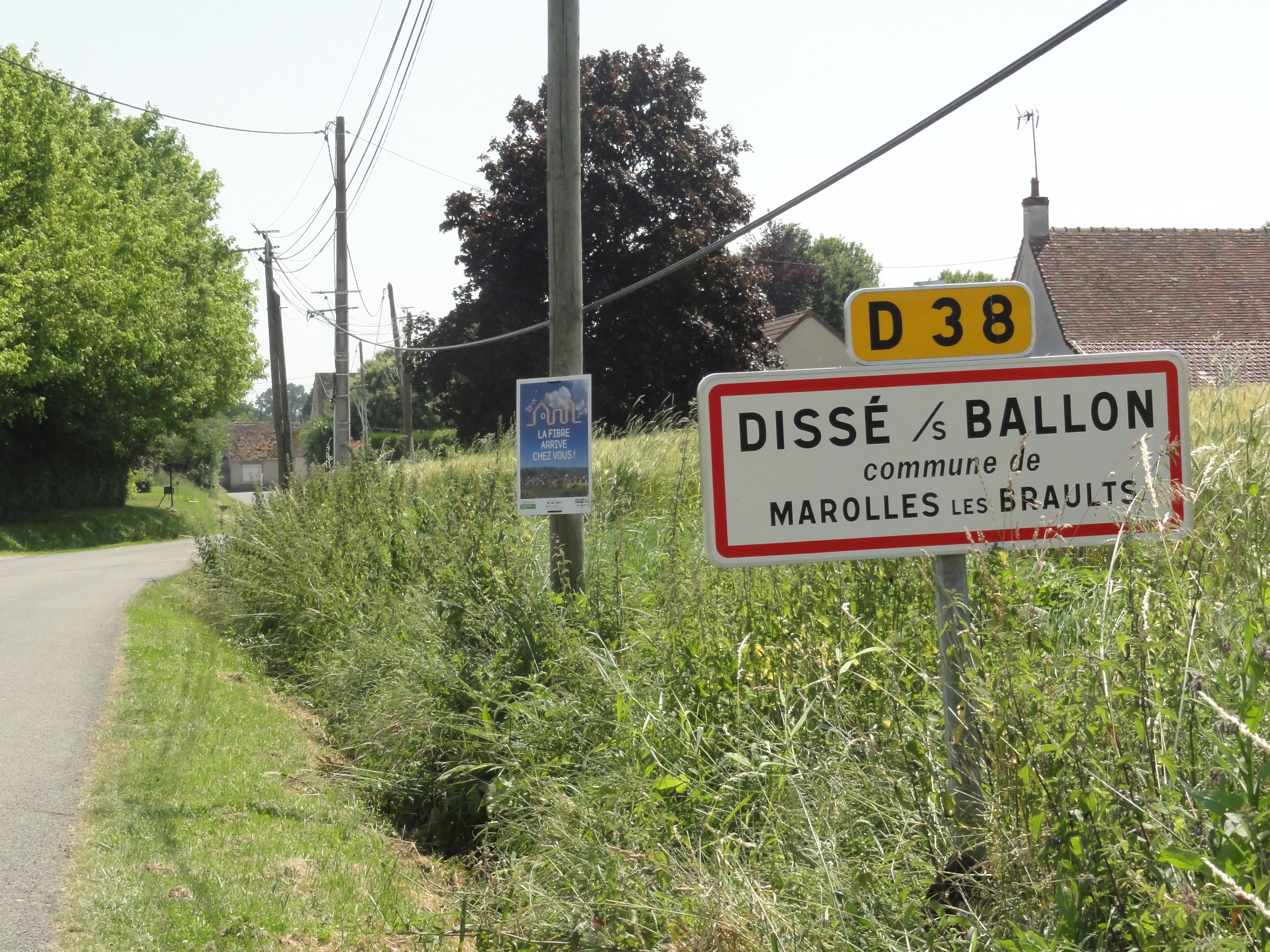
Entrée de Dissé-sous-Ballon.

### Climat
Pour des articles plus généraux, voir Climat des Pays de la Loire et Climat du Val-d'Oise.
En 2010, le climat de la commune est de type climat océanique dégradé des plaines du Centre et du Nord, selon une étude du CNRS s'appuyant sur une série de données couvrant la période 1971-2000. En 2020, Météo-France publie une typologie des climats de la France métropolitaine dans laquelle la commune est exposée à un climat océanique altéré et est dans une zone de transition entre les régions climatiques « Normandie (Cotentin, Orne) » et « Moyenne vallée de la Loire ».
Pour la période 1971-2000, la température annuelle moyenne est de 10,6 °C, avec une amplitude thermique annuelle de 14,1 °C. Le cumul annuel moyen de précipitations est de 698 mm, avec 11,7 jours de précipitations en janvier et 7,3 jours en juillet. Pour la période 1991-2020, la température moyenne annuelle observée sur la station météorologique installée sur la commune est de 11,8 °C et le cumul annuel moyen de précipitations est de 702,5 mm,. Pour l'avenir, les paramètres climatiques de la commune estimés pour 2050 selon différents scénarios d'émission de gaz à effet de serre sont consultables sur un site dédié publié par Météo-France en novembre 2022.
| Mois                                  | jan.             | fév.           | mars           | avril         | mai           | juin          | jui.         | août           | sep.          | oct.            | nov.            | déc.          | année      |
| ------------------------------------- | ---------------- | -------------- | -------------- | ------------- | ------------- | ------------- | ------------ | -------------- | ------------- | --------------- | --------------- | ------------- | ---------- |
| Température minimale moyenne (°C)     | 2,2              | 1,6            | 3,2            | 4,7           | 8,4           | 11,4          | 12,8         | 12,6           | 9,7           | 7,8             | 4,6             | 2,3           | 6,8        |
| Température moyenne (°C)              | 5,2              | 5,6            | 8,2            | 10,7          | 14,2          | 17,4          | 19,3         | 19,2           | 16            | 12,5            | 8,2             | 5,4           | 11,8       |
| Température maximale moyenne (°C)     | 8,2              | 9,6            | 13,2           | 16,6          | 20,1          | 23,5          | 25,8         | 25,8           | 22,3          | 17,2            | 11,8            | 8,6           | 16,9       |
| Record de froid (°C) date du record   | −18,2 17.01.1987 | −16,5 09.02.12 | −10,5 01.03.05 | −5,5 11.04.03 | −2 06.05.19   | 1 01.06.11    | 4,5 30.07.15 | 1,5 28.08.1998 | −0,4 30.09.18 | −7,5 30.10.1997 | −8,6 23.11.1993 | −12 19.12.09  | −18,2 1987 |
| Record de chaleur (°C) date du record | 17,5 27.01.03    | 23 27.02.19    | 26,2 30.03.21  | 30 20.04.18   | 32,1 27.05.05 | 39,5 29.06.19 | 41 25.07.19  | 40,1 10.08.03  | 35,6 15.09.20 | 30,4 08.10.23   | 21,8 01.11.15   | 17,7 07.12.00 | 41 2019    |
| Précipitations (mm)                   | 63,3             | 52,6           | 53,5           | 47,4          | 59,1          | 57,6          | 52,6         | 52             | 51,3          | 65,8            | 69,4            | 77,9          | 702,5      |

## Urbanisme

### Typologie
Au 1er janvier 2024, Marolles-les-Braults est catégorisée bourg rural, selon la nouvelle grille communale de densité à sept niveaux définie par l'Insee en 2022.
Elle est située hors unité urbaine et hors attraction des villes,.

### Lieux-dits, hameaux et écarts
Auberthe, la Basse-Judée, la Blancherie, la Fouasterie, la Guittonnerié, la Mare, le Buisson, le Noyer, les Fossés-Robert, le Val, Saint-Symphorien, Villenette, Moulin du pont d'Effes (orig. d'Effres), la Grande Rage, le Parc Brulé, la Veidière, le Parc-Bouvet, la Houlebannerie, La Hybaudière.

## Toponymie
Le nom de la localité est attesté sous les formes Maerolae au XIIe siècle ; Mairoles vers 1100 ; Mayeroles des Beraux en 1312.
Sans doute du gallo-roman MATERIOLA(S), avec amuïssement régulier du [t] intervocalique en langue d'oïl. Il s'agit d'un type toponymique fondé sur deux éléments d'origine latine, à savoir materia « bois (de construction) » ou éventuellement « édifice en bois », suivi du suffixe diminutif -ola (féminin) (cf. fīlia « fille » + -ola → fīliola « jeune fille » > français filleule). Le Marolles le plus anciennement attesté, Marolles-sur-Seine (Seine-et-Marne, Madriolas vers 576), semble confirmer cette hypothèse.
Remarque : ce type toponymique ne se retrouve apparemment pas dans le domaine Occitan, ce qui incite à le considérer comme une création originale du gallo-roman.
Le gentilé est Marollais.

## Histoire
Avant 1790, Marolles et Avesnes se partageait le siège de la paroisse.
1191 : Jean de Talvas, baron du Saosnois, confirme la charge de l'église de Marolles aux moines de Saint-Vincent que leur avait donnée Hugues de Merlai.
1229 : Mathieu Pallu fonde le prieuré de Saint-Symphorien (c'est-à-dire lui apporte des fonds), membre de l'abbaye de la Couture au Mans.
L'union avec Dissé-sous-Ballon en commune nouvelle est créée au 1er janvier 2019 par un arrêté préfectoral du 18 septembre 2018. Son chef-lieu est fixé à Marolles-les-Braults. La commune déléguée de Dissé-sous-Ballon est dissoute le 24 septembre 2020.

## Politique et administration

### Liste des maires
| Période                                  | Période               | Identité               | Étiquette             | Qualité |
| ---------------------------------------- | --------------------- | ---------------------- | --------------------- | --- |
| Les données manquantes sont à compléter. |                       |                        |                       | |
| 1790                                     | 1791                  | René Gaullier          |                       | |
| 1792                                     | 1794                  | Jean Grignon           |                       | |
| 1794                                     | 1795                  | Antoine Vavasseur      |                       | |
| 1795                                     | 1800                  | Jean Chardon           |                       | |
| 1800                                     | 1815                  | Louis Grignon          |                       | Avocat, juge de paix |
| 1815                                     | 1828                  | Mathurin Chardon       |                       | |
| 1828                                     | 1848                  | Pierre Grimault        |                       | Substitut du procureur du roi au Mans Conseiller général de Marolles-les-Braults (1833 → 1848)                                                           |
| 1848                                     | 1866                  | Michel Mohain          |                       | Ancien chef de bataillon de la Garde nationale Conseiller d’arrondissement                                                                               |
| 1867                                     | 1885                  | Théodore Massot        |                       | |
| 1885                                     | décembre 1906 (décès) | Henri-Achille Chardon  | Conservateur          | Avocat et chartiste, propriétaire Conseiller général de Marolles-les-Braults (1870 → 1892)                                                               |
| 1907                                     | octobre 1947          | Paul Chevalier         |                       | Médecin, adjoint au maire (1904 → 1907) |
| octobre 1947                             | janvier 1956 (décès)  | Auguste Dreux          | RPF puis RS           | Ancien cultivateur, adjoint au maire (1945 → 1947) Conseiller général de Marolles-les-Braults (1945 → 1955)                                              |
| février 1956                             | mars 1971             | Marcel Foulard         |                       | Ancien exploitant agricole |
| mars 1971                                | mars 2001             | Pierre-Étienne Gascher | DVD puis RPR puis DVD | Retraité de l'Éducation nationale Député de la Sarthe (5e circ.) (1978 → 1986 puis 1993 → 1997) Conseiller général de Marolles-les-Braults (1973 → 2004) |
| mars 2001                                | mars 2014             | Nicole Agasse          | UMP                   | Femme au foyer Conseillère générale de Marolles-les-Braults (2004 → 2015)                                                                                |
| mars 2014                                | mai 2020              | Jean-Michel Lefèbvre   | DVD                   | Exploitant biomasse 2e vice-président de la CC Maine Saosnois (2017 → 2020)                                                                              |
| mai 2020                                 | En cours              | Francis Belluau        | DVD                   | Exploitant agricole, ancien maire de Dissé-sous-Ballon                                                                                                   |

### Jumelages
- Ebernhahn (Allemagne) par une charte de jumelage depuis 1973 (Voir l'article en allemand).

## Population et société

### Démographie

#### Évolution démographique
L'évolution du nombre d'habitants est connue à travers les recensements de la population effectués dans la commune depuis 1793. Pour les communes de moins de 10 000 habitants, une enquête de recensement portant sur toute la population est réalisée tous les cinq ans, les populations de référence des années intermédiaires étant quant à elles estimées par interpolation ou extrapolation. Pour la commune, le premier recensement exhaustif entrant dans le cadre du nouveau dispositif a été réalisé en 2005.

En 2022, la commune comptait 2 038 habitants, en évolution de −1,55 % par rapport à 2016 (Sarthe : −0,25 %, France hors Mayotte : +2,11 %).
| 1793  | 1800  | 1806  | 1821  | 1831  | 1836  | 1841  | 1846  | 1851  |
| ----- | ----- | ----- | ----- | ----- | ----- | ----- | ----- | ----- |
| 1 806 | 1 808 | 1 912 | 2 014 | 2 172 | 2 209 | 2 222 | 2 123 | 2 138 |

| 1856  | 1861  | 1866  | 1872  | 1876  | 1881  | 1886  | 1891  | 1896  |
| ----- | ----- | ----- | ----- | ----- | ----- | ----- | ----- | ----- |
| 2 091 | 2 077 | 2 055 | 2 108 | 2 178 | 2 181 | 2 245 | 2 084 | 2 069 |

| 1901  | 1906  | 1911  | 1921  | 1926  | 1931  | 1936  | 1946  | 1954  |
| ----- | ----- | ----- | ----- | ----- | ----- | ----- | ----- | ----- |
| 2 008 | 2 010 | 2 010 | 1 790 | 1 815 | 1 827 | 1 882 | 1 961 | 1 856 |

| 1962  | 1968  | 1975  | 1982  | 1990  | 1999  | 2005  | 2006  | 2010  |
| ----- | ----- | ----- | ----- | ----- | ----- | ----- | ----- | ----- |
| 1 868 | 1 805 | 1 674 | 1 840 | 1 916 | 2 121 | 2 182 | 2 177 | 2 155 |

| 2015  | 2020  | 2022  | - | - | - | - | - | - |
| ----- | ----- | ----- | - | - | - | - | - | - |
| 2 067 | 2 061 | 2 038 | - | - | - | - | - | - |

#### Pyramide des âges
La population de la commune est relativement âgée. En 2021, le taux de personnes d'un âge inférieur à 30 ans s'élève à 24,5 %, soit un taux inférieur à la moyenne départementale (34,1 %). Le taux de personnes d'un âge supérieur à 60 ans (41,9 %) est supérieur au taux départemental (29,1 %).
En 2021, la commune comptait 944 hommes pour 1 117 femmes, soit un taux de 54,2 % de femmes, supérieur au taux départemental (51,36 %).
Les pyramides des âges de la commune et du département s'établissent comme suit :
| Hommes | Classe d’âge | Femmes |
| ------ | ------------ | ------ |
| 2,7    | 90 ou +      | 5,9    |
| 14,5   | 75-89 ans    | 20,3   |
| 21,2   | 60-74 ans    | 18,9   |
| 21,4   | 45-59 ans    | 21,1   |
| 13,5   | 30-44 ans    | 11,4   |
| 13,3   | 15-29 ans    | 10,8   |
| 13,5   | 0-14 ans     | 11,6   |

| Hommes | Classe d’âge | Femmes |
| ------ | ------------ | ------ |
| 1      | 90 ou +      | 2,3    |
| 7,9    | 75-89 ans    | 10,6   |
| 17,8   | 60-74 ans    | 18,6   |
| 20,2   | 45-59 ans    | 19,3   |
| 17,1   | 30-44 ans    | 16,8   |
| 17,3   | 15-29 ans    | 15,6   |
| 18,7   | 0-14 ans     | 16,8   |

### Manifestations culturelles et festivités
- Comice agricole qui se tient début septembre tous les ans.
- Concerts qui se déroulent à la salle Jean-de-La-Fontaine.
- Soirée méridionale : repas dansant  saveurs du sud de la France, premier samedi de mars.
- Journée champêtre et concours de pêche à la ligne (inclusion des personnes en situation de handicap) premier samedi de juillet.

### Enseignement
- École maternelle, primaire et collège Jean-Moulin.
- École privée Notre-Dame (maternelle et primaire).

### Sports
- Sporting club marollais (SCM) : association sportive regroupant les différentes sections sportives de la commune (basket-ball, football, judo, gymnastique…)
- Loisirs et Sports du Pays Marollais : présent sur Marolles-les-Braults depuis juillet 2014 sous le nom de Sport handicap Marollais et depuis août 2018 sous le nouveau nom, cette association propose des activités physiques et sportives pour les personnes en situation de handicap[27]. Affiliée à la Fédération française du sport adapté, elle participe à des compétitions sportives au niveau départemental, régional et national.

## Économie

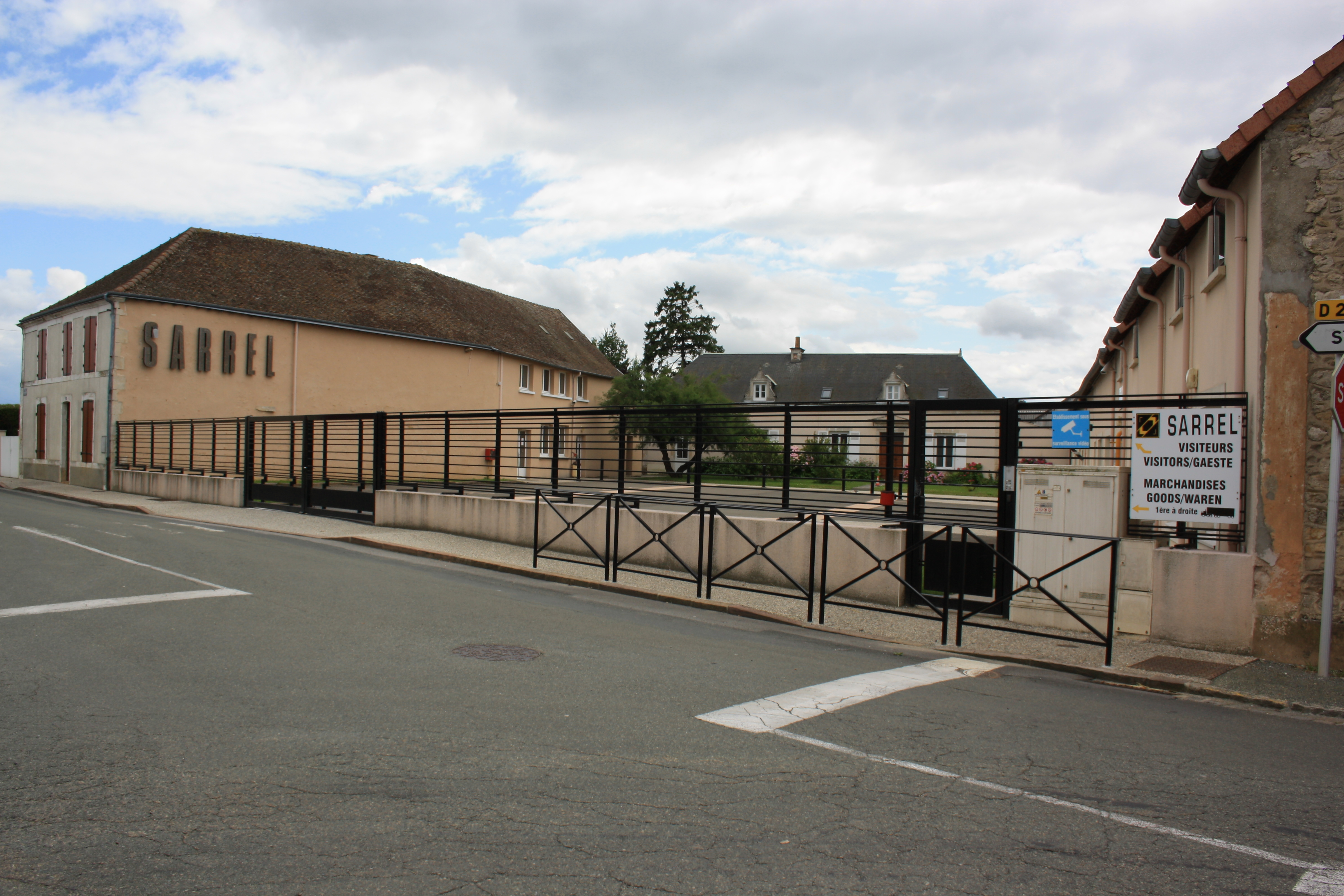
La Sarrel, le bâtiment ouvrier de la ville.

C'est la commune qui a le plus faible revenu net horaire moyen de France.
- Essentiellement agricole.
- Quelques petites entreprises regroupées dans deux zones industrielles (Sarrel, Jeusselin).
- France Rurale
- Garage Renault.
- Garage Peugeot.
- Garage Citroën.
- Un cabinet médical.
- Supermarché (Marché U).
- Comema, métallurgie.
- Polyflex, plasturgie.
- KALISTA ESAT.
- Gaignard, maçonnerie.
- Trifault, maçonnerie.
- Louazé, boucherie à la ferme.

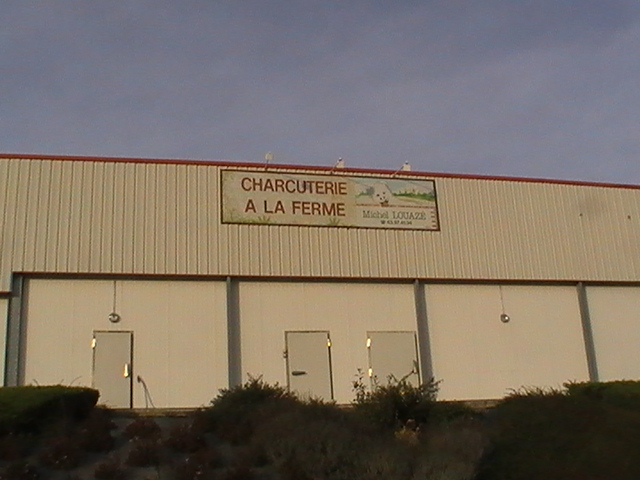
La charcuterie route de Dangeul.
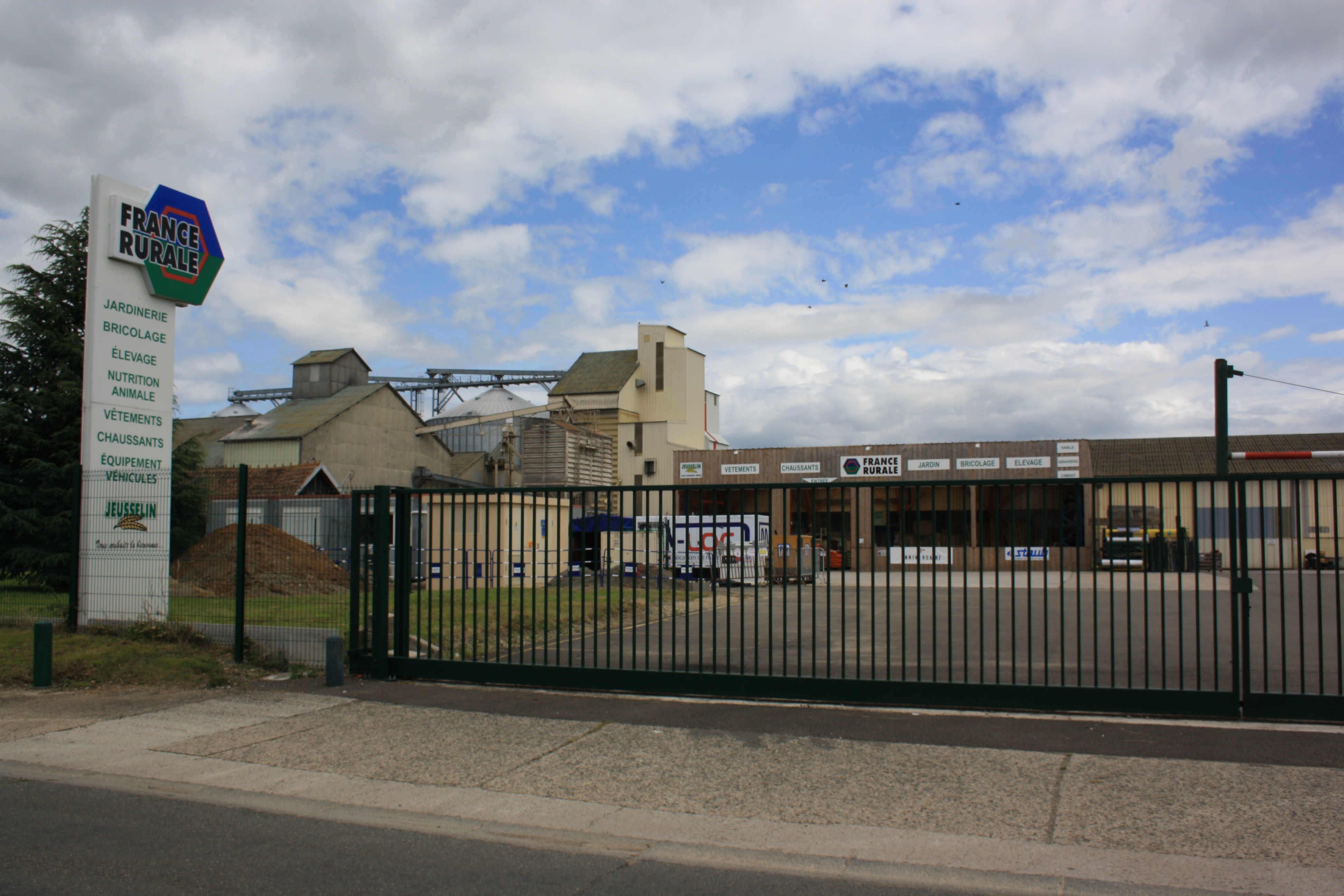
Le magasin France rurale qui approvisionne les agriculteurs.
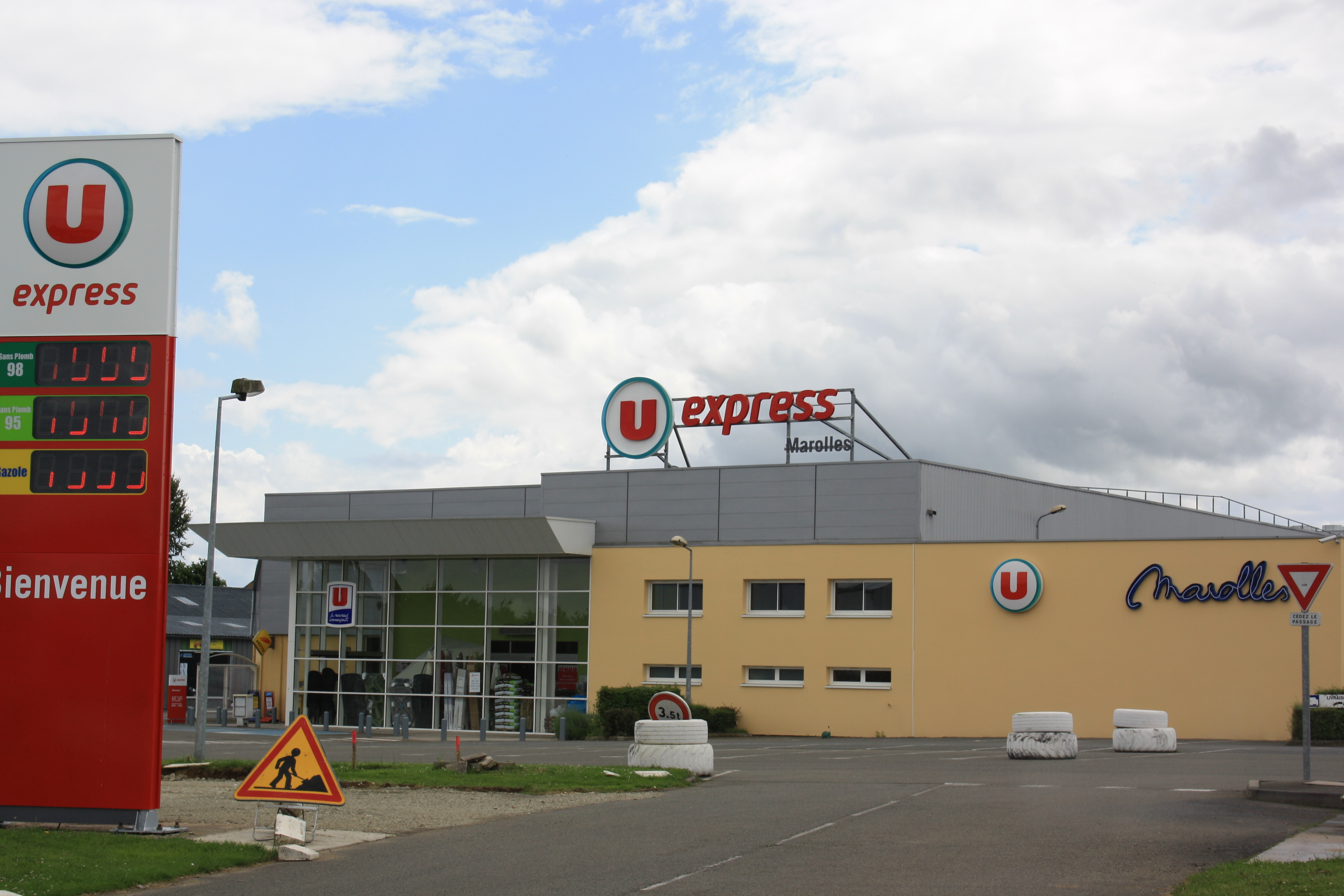
Le magasin rue Mohain devenu U-Express depuis 2012.
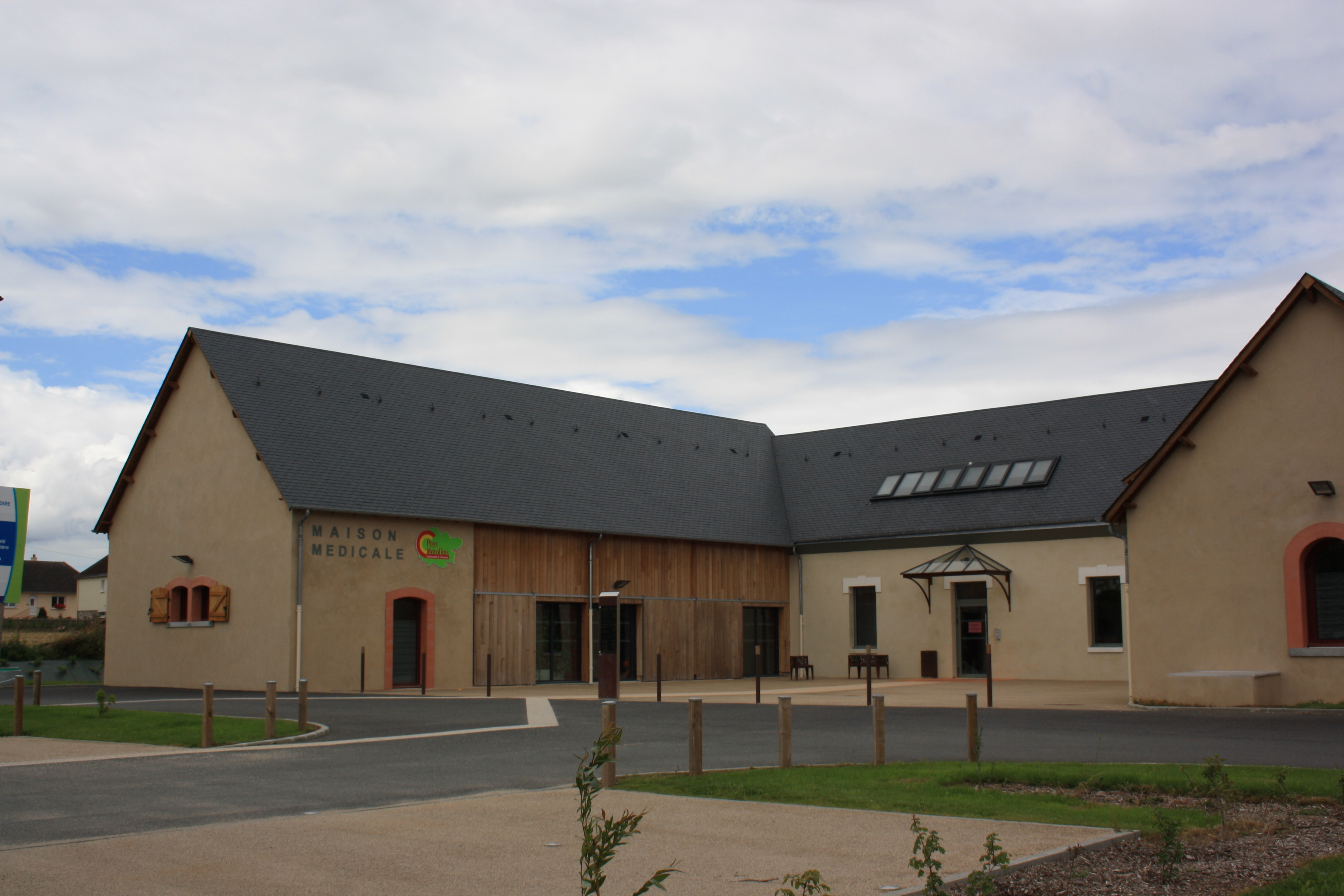
Le cabinet médical, rue des Pommes d'Amour.

## Culture locale et patrimoine

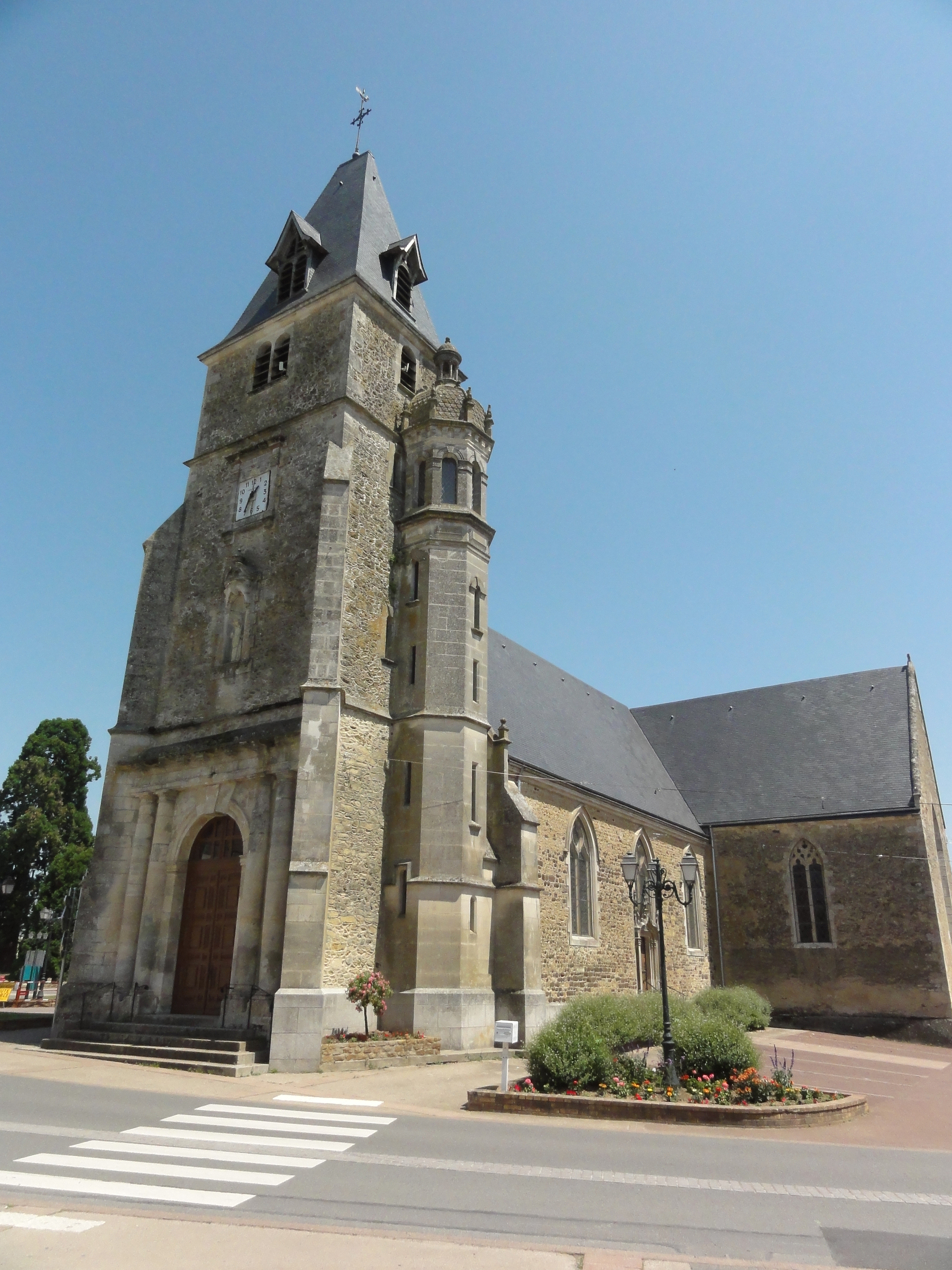
L'église Saint-Rémy.

### Lieux et monuments
- L’église Saint-Rémy abrite plusieurs objets protégés au titre des monuments historiques : l'orgue de tribune datant de 1766, deux retables et un groupe représentant la mise au tombeau sculpté par Charles Hoyau et datant de 1635[29].
- Prieuré Saint-Symphorien de Marolles-les-Braults, des XIIe, XVe, XVIe et XVIIIe siècles, partiellement inscrit au titre des monuments historiques le 11 avril 1995[30].
- Hospice Saint-Charles.
- La gare de Marolles.
- Salle Jean-de-La-Fontaine. Elle peut accueillir jusqu'à 780 personnes en quatre salles.

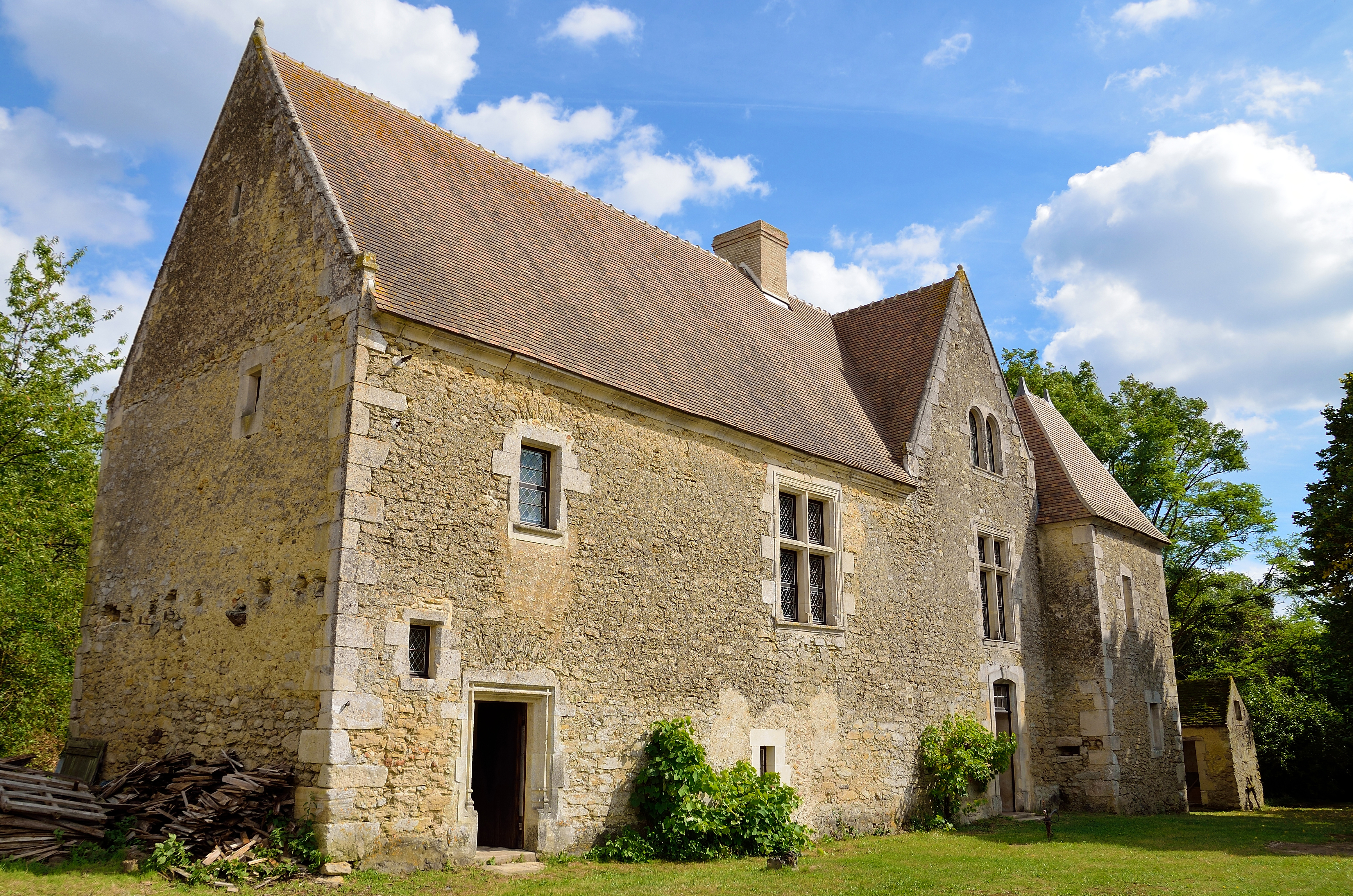
Prieuré Saint-Symphorien.
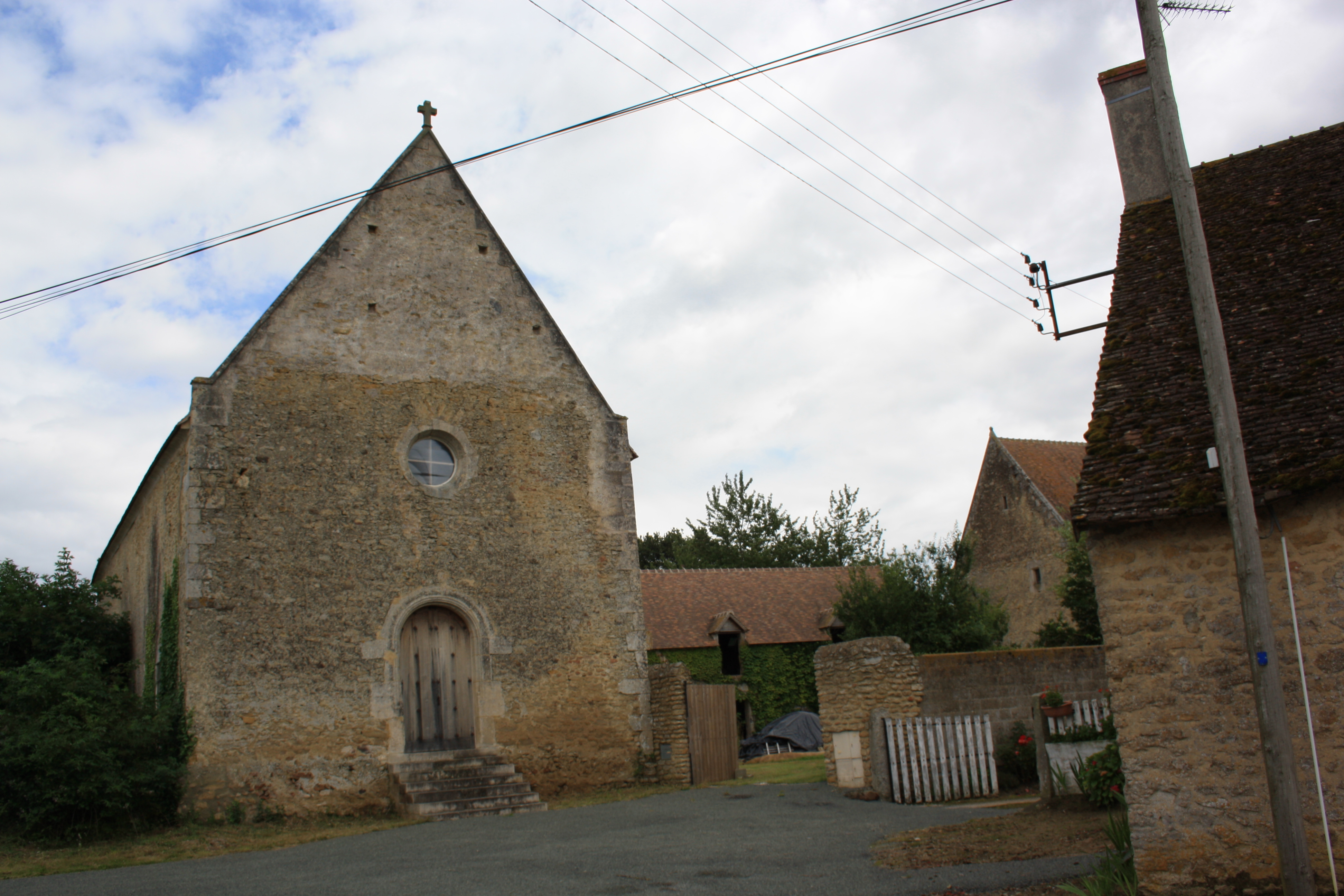
Le prieuré entièrement rénové après avoir été laissé à l'abandon.
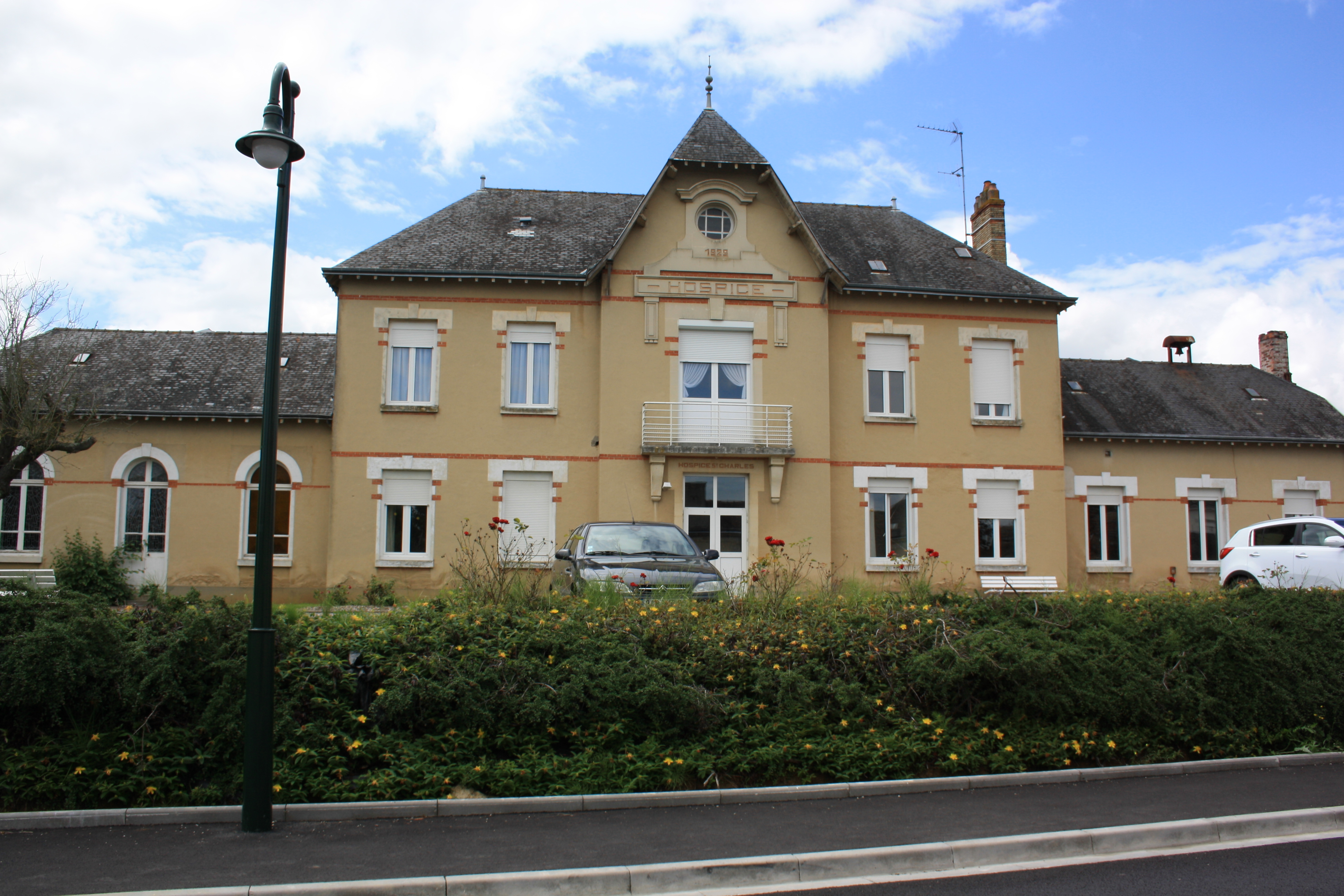
L'hospice Saint-Charles, rue Chardon.
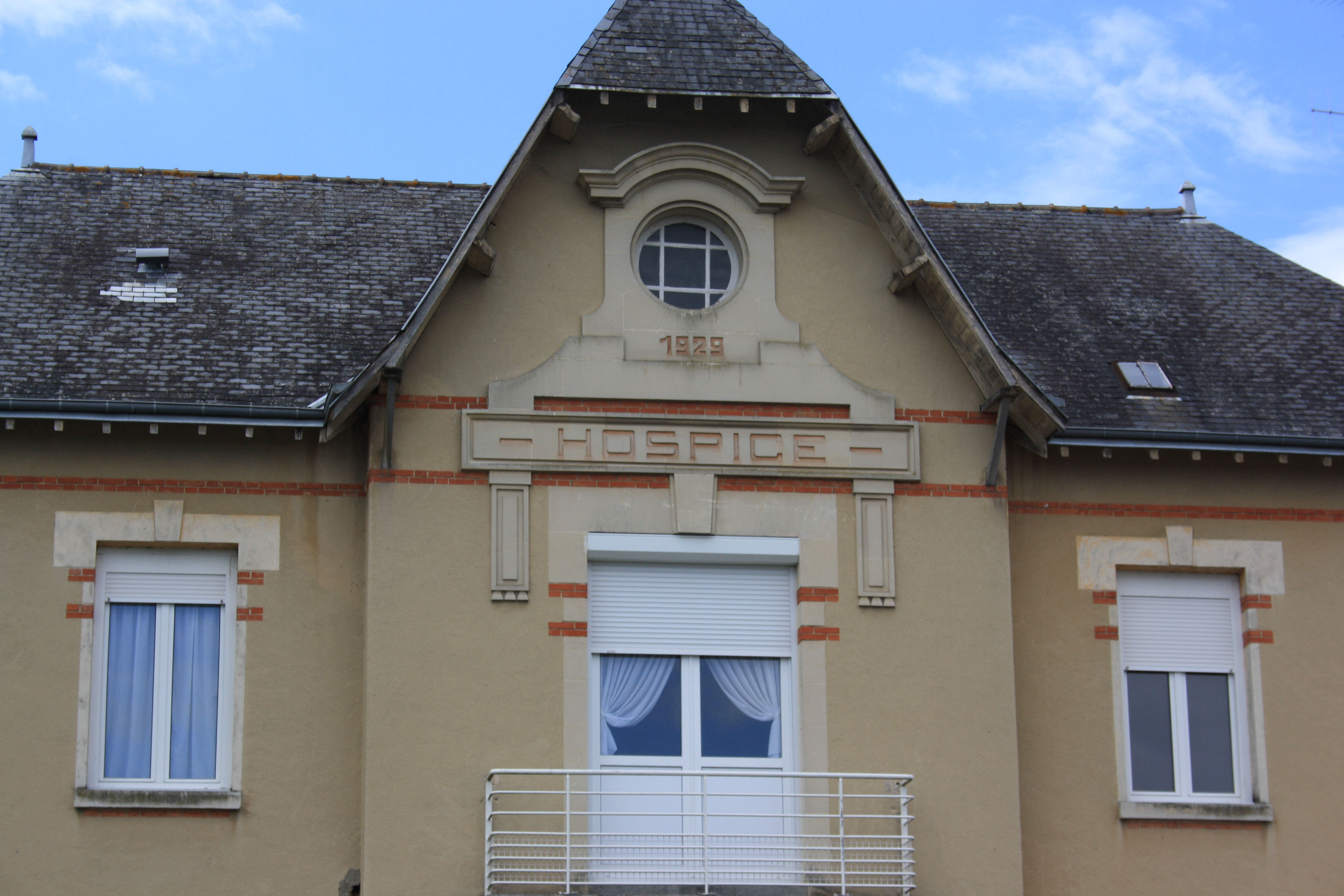
La façade de l'hospice créé en 1929.
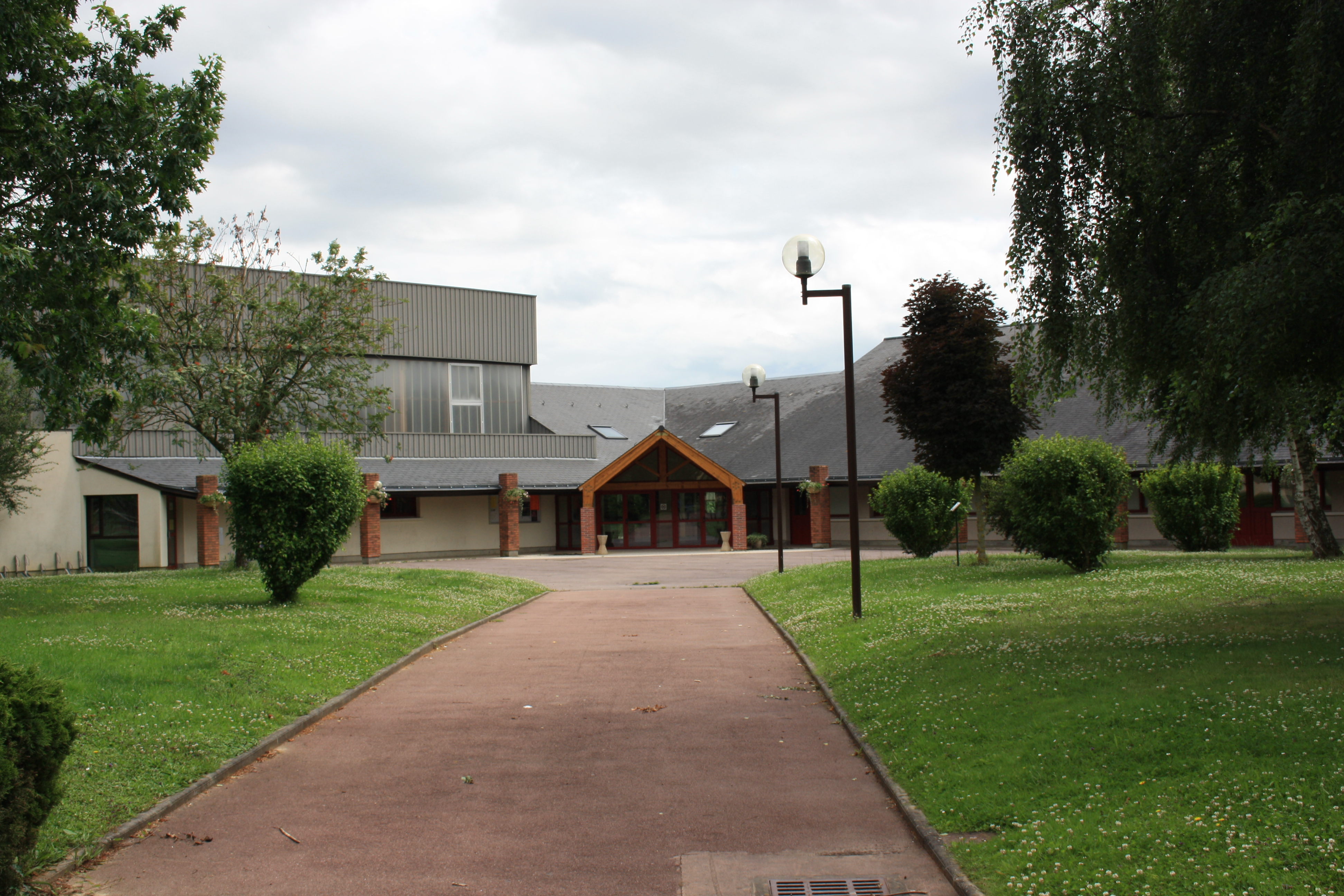
La salle des fêtes où se déroulent les manifestations.

### Personnalités liées
- Théodore Grimault (1815-1869), homme politique né à Marolles-les-Braults, député de la Sarthe de 1849 à 1851.
- Paul Chevalier (1896 à Marolles-les-Braults - 1976), évêque du Mans de 1959 à 1971.
- Jean-Luc Boulay (1955-), chef cuisinier, restaurateur, Officier de l’Ordre du Mérite Agricole de France, personnalité de la télévision au Québec[31].

### Héraldique
| Blason de Marolles-les-Braults | Blason  | D'azur à la tour crénelée d'or, accompagnées de trois croissants d'argent, posés deux en chef un en pointe. |
| Blason de Marolles-les-Braults | Détails | |